# Kjusztendil megye
Kjusztendil megye (bolgárul: Област Кюстендил) megye Bulgária nyugati részén. Északról Pernik megye, keletről Szófia megye, délről Blagoevgrad megye, nyugatról pedig Szerbia és Észak-Macedónia határolja.

## Kistérségek
- Bobosevo kistérség, székhelye Bobosevo
- Bobov Dol kistérség, székhelye Bobov Dol
- Dupnica kistérség, székhelye Dupnica
- Kocserinovo kistérség, székhelye Kocserinovo
- Nevesztino kistérség, székhelye Nevesztino
- Rila kistérség, székhelye Rila
- Szapareva Banya kistérség, székhelye Szapareva Banya
- Trekljano kistérség, székhelye Trekljano

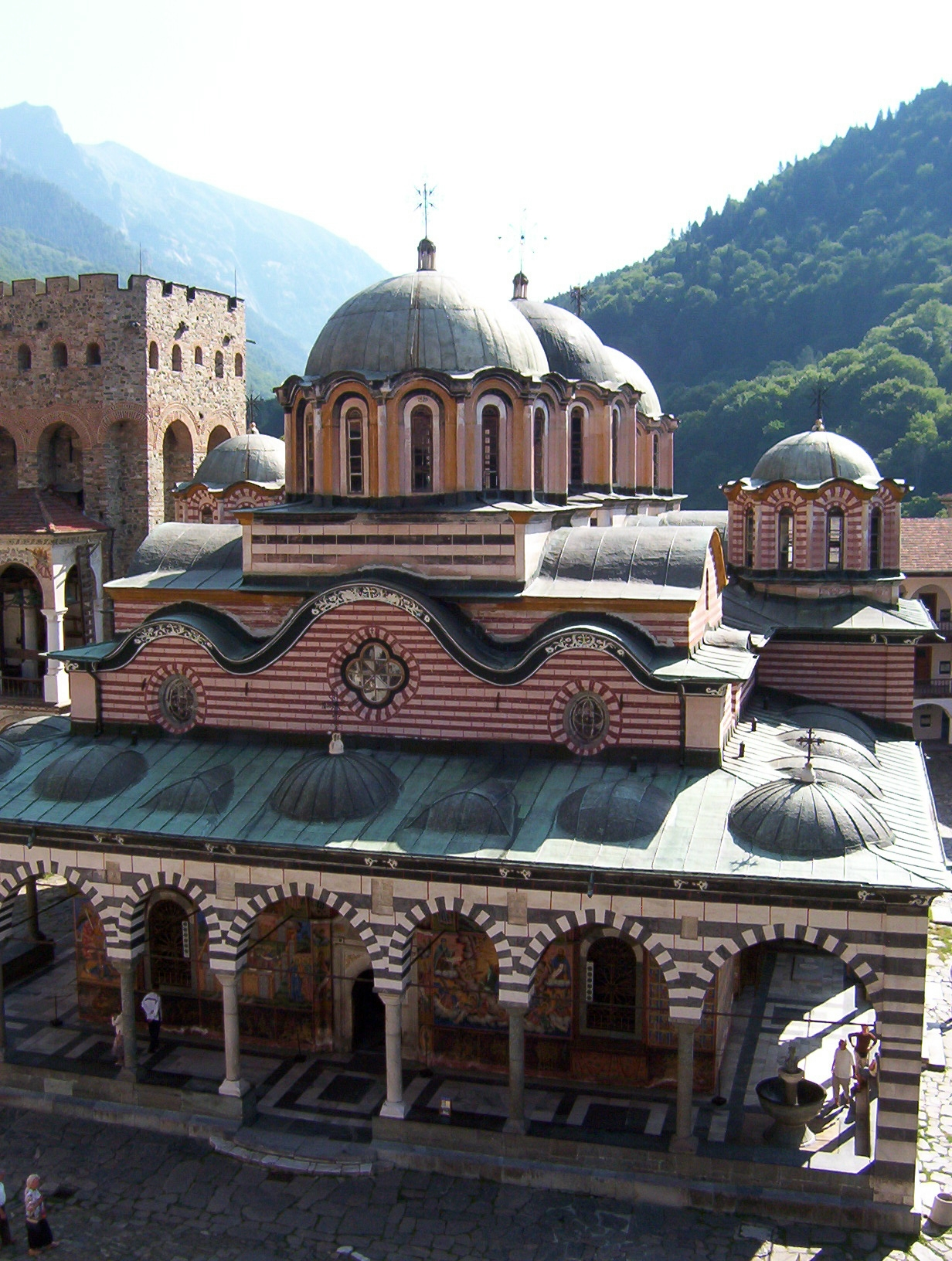
Kjusztendil megye legnagyobb látványossága, a Rilai kolostor

1. ↑  https://www.nsi.bg/bg/content/2975/%D0%BD%D0%B0%D1%81%D0%B5%D0%BB%D0%B5%D0%BD%D0%B8%D0%B5-%D0%BF%D0%BE-%D0%BE%D0%B1%D0%BB%D0%B0%D1%81%D1%82%D0%B8-%D0%BE%D0%B1%D1%89%D0%B8%D0%BD%D0%B8-%D0%BC%D0%B5%D1%81%D1%82%D0%BE%D0%B6%D0%B8%D0%B2%D0%B5%D0%B5%D0%BD%D0%B5-%D0%B8-%D0%BF%D0%BE%D0%BB